# Jordrökar
Jordrökar (Fumaria) är ett släkte av ettåriga örter i familjen vallmoväxter.
Släktet har omkring 50 arter, varav två, jordrök (Fumaria officinalis) och blek jordrök (Fumaria vaillantii), återfinns i Sverige. Ytterligare några arter kan påträffas tillfälligt i landet.

## Dottertaxa till Jordrökar, i alfabetisk ordning[1]
- Fumaria abyssinica
- Fumaria agraria
- Fumaria alberti
- Fumaria asepala
- Fumaria atlantica
- Fumaria ballii
- Fumaria barnolae
- Fumaria bastardii
- Fumaria berberica
- Fumaria bicolor
- Fumaria bracteosa
- Fumaria capitata
- Fumaria capreolata
- Fumaria coccinea
- Fumaria daghestanica
- Fumaria densiflora
- Fumaria dubia
- Fumaria erostrata
- Fumaria faurei
- Fumaria flabellata
- Fumaria gagrica
- Fumaria gaillardotii
- Fumaria hanryi
- Fumaria indica
- Fumaria jankae
- Fumaria judaica
- Fumaria kralikii
- Fumaria macrocarpa
- Fumaria macrosepala
- Fumaria mairei
- Fumaria maurorum
- Fumaria melillaica
- Fumaria microstachys
- Fumaria minima
- Fumaria mirabilis
- Fumaria montana
- Fumaria munbyi
- Fumaria muralis
- Fumaria normanii
- Fumaria occidentalis
- Fumaria officinalis
- Fumaria ouezzanensis
- Fumaria painteri
- Fumaria parviflora
- Fumaria petteri
- Fumaria platycarpa
- Fumaria pugsleyana
- Fumaria purpurea
- Fumaria reuteri
- Fumaria rifana
- Fumaria rostellata
- Fumaria rupestris
- Fumaria schleicheri
- Fumaria schrammii
- Fumaria segetalis
- Fumaria sepium
- Fumaria skottsbergii
- Fumaria vaillantii